# Marginal Pinheiros
 (mars 2022).
La mise en forme du texte ne suit pas les recommandations de Wikipédia : il faut le « wikifier ».
Les points d'amélioration suivants sont les cas les plus fréquents :
- Les titres sont pré-formatés par le logiciel. Ils ne sont ni en capitales, ni en gras.
- Le texte ne doit pas être écrit en capitales (les noms de famille non plus), ni en gras, ni en italique, ni en « petit »…
- Le gras n'est utilisé que pour surligner le titre de l'article dans l'introduction, une seule fois.
- L'italique est rarement utilisé : mots en langue étrangère, titres d'œuvres, noms de bateaux, etc.
- Les citations ne sont pas en italique mais en corps de texte normal. Elles sont entourées par des guillemets français : « et ».
- Les listes à puces sont à éviter, des paragraphes rédigés étant largement préférés. Les tableaux sont à réserver à la présentation de données structurées (résultats, etc.).
- Les appels de note de bas de page (petits chiffres en exposant, introduits par l'outil «  Source ») sont à placer entre la fin de phrase et le point final[comme ça].
- Les liens internes (vers d'autres articles de Wikipédia) sont à choisir avec parcimonie. Créez des liens vers des articles approfondissant le sujet. Les termes génériques sans rapport avec le sujet sont à éviter, ainsi que les répétitions de liens vers un même terme.
- Les liens externes sont à placer uniquement dans une section « Liens externes », à la fin de l'article. Ces liens sont à choisir avec parcimonie suivant les règles définies. Si un lien sert de source à l'article, son insertion dans le texte est à faire par les notes de bas de page.
- La présentation des références doit suivre les conventions bibliographiques. Il est recommandé d'utiliser les modèles {{Ouvrage}}, {{Chapitre}}, {{Article}}, {{Lien web}} et/ou {{Bibliographie}}. Le mode d'édition visuel peut mettre en forme automatiquement les références.
- Insérer une infobox (cadre d'informations à droite) n'est pas obligatoire pour parachever la mise en page.

Pour une aide détaillée, merci de consulter Aide:Wikification.
Si vous pensez que ces points ont été résolus, vous pouvez retirer ce bandeau et améliorer la mise en forme d'un autre article.
 (mars 2022).
Le contenu est difficilement compréhensible vu les erreurs de traduction, qui sont peut-être dues à l'utilisation d'un logiciel de traduction automatique.
Marginal Pinheiros (officiellement nommée SP-015 ou Via Professor Simão Faiguenboim) est l'ensemble des avenues qui bordent la rivière Pinheiros dans la ville de São Paulo, au Brésil, formant la deuxième voie rapide la plus importante de la ville. Elle relie la région d'Interlagos (un quartier de la zone sud, important pour être entre deux "lacs", le réservoir de Guarapiranga et le réservoir Billings) à la région du complexe rouier Heróis de 1932, dans l'accès à l'autoroute Château Branco. Elle donne accès aux autoroutes Imigrantes et Anchieta par l'avenue dos Bandeirantes et, à cause de cela, il a reçu, sur son chemin, un important flux de camions qui venaient de l'intérieur du pays vers le port de Santos.
Ces camions ont été transférés au rodoanel Mário Covas. Actuellement, la circulation de ces véhicules est interdite le long de l'avenue dos Bandeirantes du lundi au vendredi, de 5h à 22h et le samedi, de 10h à 16h, sauf les jours fériés. Avec l'avenue Francisco Morato, à la hauteur du pont Eusébio Matoso (près de la cité universitaire), la voie express donne également accès aux autoroutes Raposo Tavares et Régis Bittencourt.
L'une des principales routes de la ville de São Paulo, Marginal Pinheiros a vu son projet initial créé en 1920. Le responsable du projet était l'ingénieur Francisco Saturnino de Brito, un important spécialiste brésilien de la santé publique décédé en 1929. Ce n'est qu'en 1930, sous la tutelle de l'ingénieur de l'époque Francisco Prestes Maia, que le Projet des Avenues est créé, avec l'objectif de créer de longues avenues le long des rives des rivières et de les canaliser. En 1950, le nord-américain Robert Moses renforce le projet conçu par Prestes Maia et, en 1970, la voie est complétée.
Actuellement, l'avenue connaît un fort changement de profil, avec la construction de plusieurs gratte-ciel le long de celle-ci, en raison de la grande spéculation immobilière, en plus des projets de reboisement sur les rives de la Pinheiros.
En juillet 2015, la vitesse maximale à Marginal Pinheiros a été réduite (70 km/h sur les autoroutes et 50 km/h sur les routes locales). Le 25 janvier 2017, la ville de São Paulo a augmenté les vitesses respectives à 90 km/h sur les autoroutes et 60 km/h sur les routes locales. Les changements ont eu un impact sur le nombre d'accidents. Après le rétablissement des limites du Marginal, les agents de la CET (Companhia de Engenharia de Tráfego) ont enregistré 117 accidents avec victimes sur les routes, au deuxième mois après la nouvelle limite imposée par le gouvernement de São Paulo. En 2016, la moyenne mensuelle des accidents à Marginal Pinheiros était de 64.
Le 15 novembre 2018, le viaduc sur la CPTM (anciennement appelé pont « Nova Fepasa »), situé sur la piste expresse de la Marginal Pinheiros, à proximité du pont do Jaguaré, a cédé environ deux mètres après la rupture d'une des plaques d'appui des joints de dilatation, selon le secrétaire municipal des transports, João Otaviano. Cinq voitures passant sur le viaduc au moment de l'incident ont été endommagées et un conducteur a été légèrement blessé. Le viaduc a été fermé pendant quatre mois, et après avoir effectué des tests, il a été rouvert aux voitures et aux camions le 16 mars 2019.

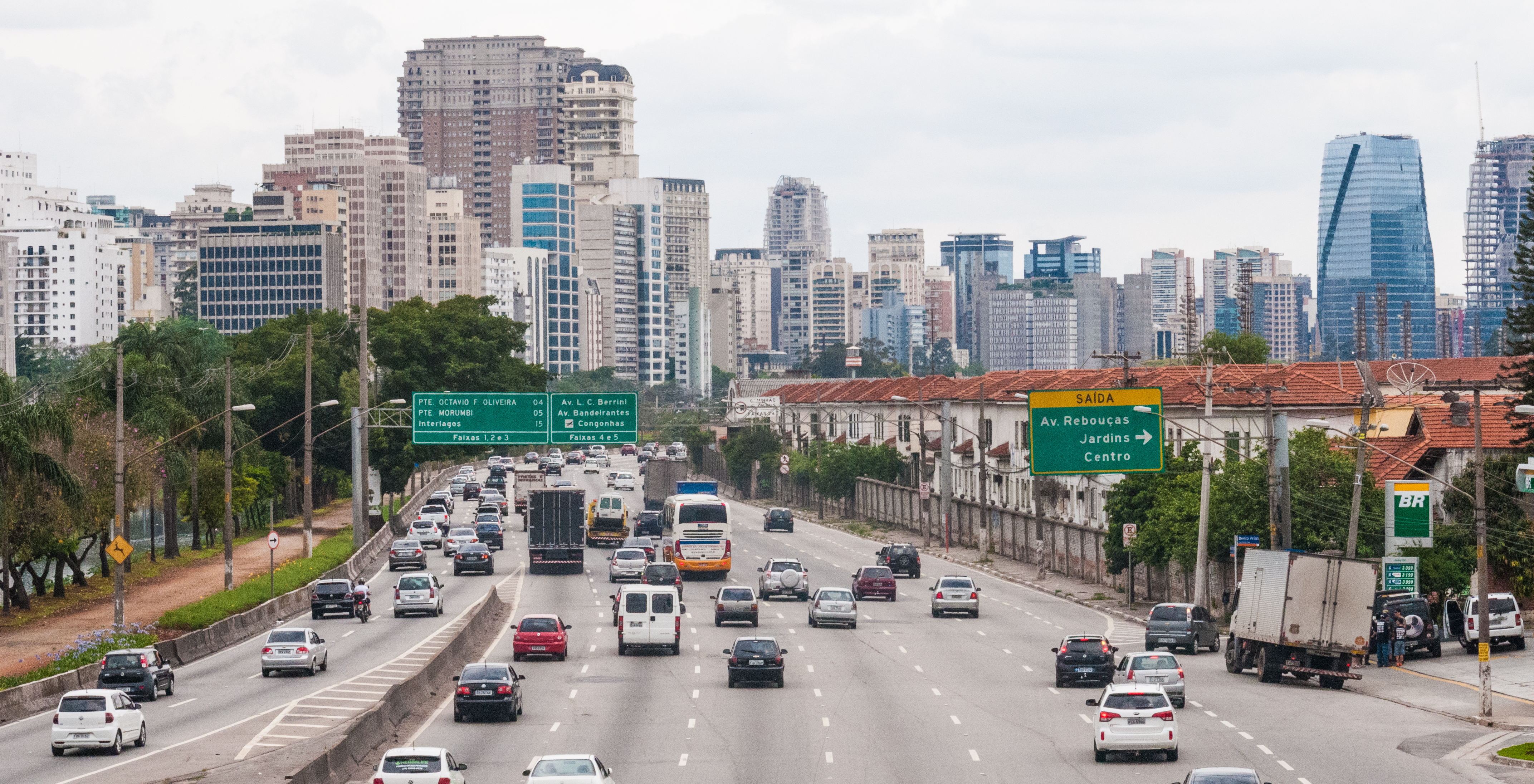
Marginal Pinheiros près du Jockey Club de São Paulo

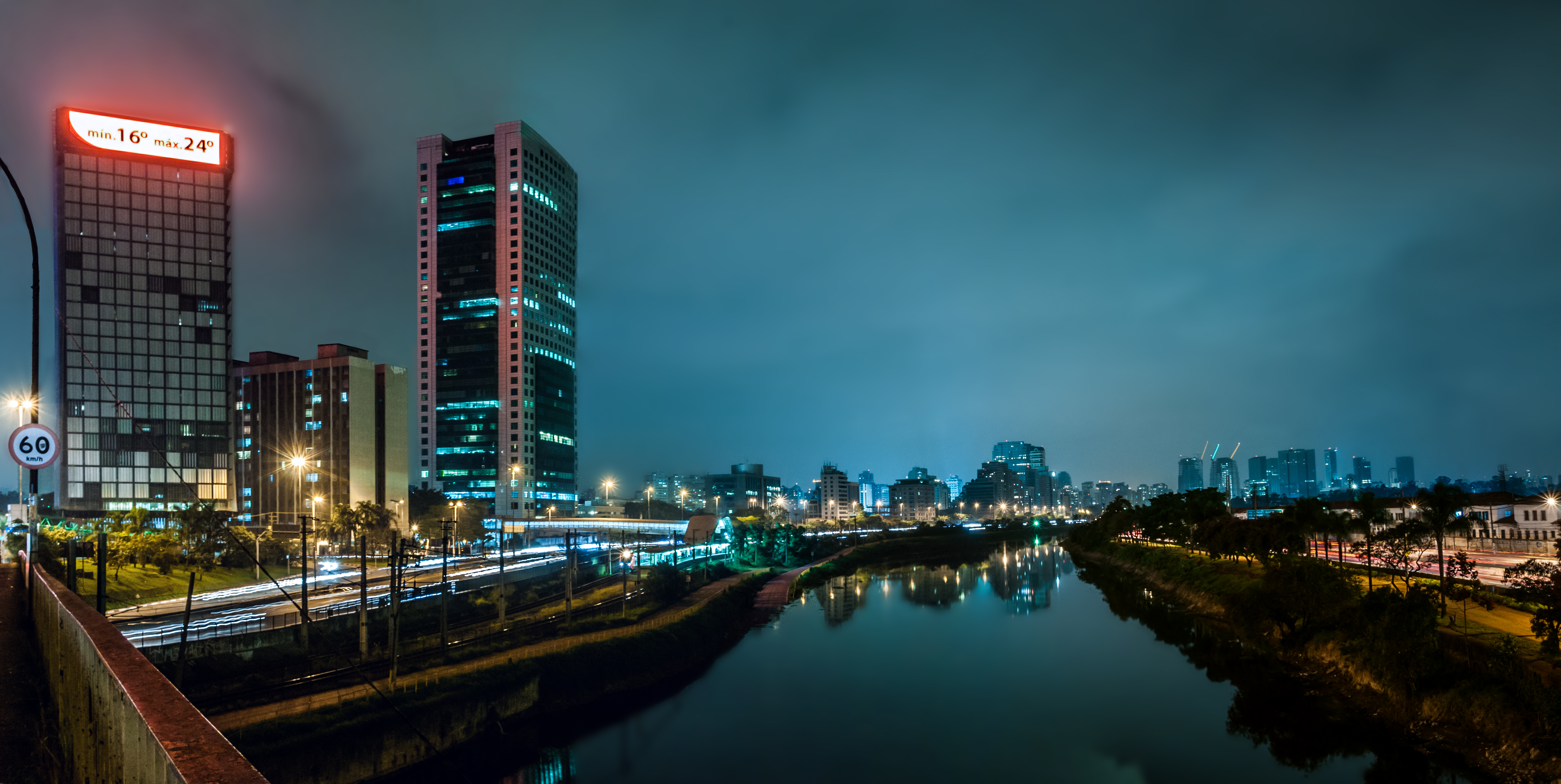
Marginal Pinheiros dans la nuit.

## Rues et avenues
Les avenues qui forment la Marginal sont :
- Avenue Engenheiro Billings
- Avenue Alcides Sangirardi
- Avenue Magalhães de Castro
- Avenue Major Sylvio de Magalhães Padilha
- Avenida Doutora Ruth Cardoso (ancien tronçon de la Rua Hungria)[12]
- Avenue Guido Caloi
- Avenue das Nações Unidas
- Rua Hungria
- Voie Professor Simão Faiguenboim

## Complexes routiers
Les ponts et les complexes routiers qui composent Marginal Pinheiros dans le sens nord-sud sont :
| Principais acessos | Via a Oeste                                                                         | Complexo Viário                                                                              | Via a Est                                     | Principais acessos |
| Alphaville, Osasco, Barueri                                                                                            | Rodovia Castelo Branco                                                              | Complexo Viário Heróis de 1932 ("Cebolão")                                                   | Via Professor Simão Faiguenboim               | Zone Est, Zone Nord, Centro, autoroutes Anhanguera, Bandeirantes, Dutra, Fernão Dias, Ayrton Senna                                                                                |
| Jaguaré, Parque Continental, Osasco                                                                                    | Gare de Presidente Altino                                                           | Pont Ferroviária "Nova Fepasa" (Ligne Huit de la Companhia Paulista de Trens Metropolitanos) | Gare d'Imperatriz Leopoldina/Gare Ceasa       | Vila Leopoldina, Lapa, Pinheiros, Brooklin, Grajaú |
| Jaguaré, Rio Pequeno, Osasco                                                                                           | Avenida Jaguaré                                                                     | Pont do Jaguaré                                                                              | Avenida Queirós Filho                         | Lapa, Vila Leopoldina |
| Université de São Paulo, Cité universitaire, Butantã, Rodovia Raposo Tavares, Cotia, Itapetininga, Presidente Prudente | Rua Alvarenga                                                                       | Pont Cité universitaire                                                                      | Avenida Professor Manuel José Chaves          | Alto de Pinheiros, Alto da Lapa |
| Butantã, Jaguaré, Osasco                                                                                               | Avenida Vital Brazil/Avenida Corifeu de Azevedo Marques                             | Pont Bernardo Goldfarb                                                                       | Rua Butantã/Rua Eugênio de Medeiros           | Pinheiros, Rua Teodoro Sampaio, Hospital das Clínicas |
| Butantã, Morumbi, Vila Sônia, Taboão da Serra, itapecerica, Curitiba                                                   | Avenida Professor Francisco Morato/Estrada do Campo Limpo/Rodovia Régis Bittencourt | Pont Eusébio Matoso                                                                          | Avenida Eusébio Matoso/Avenida Rebouças       | Pinheiros, Itaim Bibi, Avenida Brigadeiro Faria Lima, Avenue Paulista, Centro |
| Cidade Jardim, Morumbi, Jockey Club, Palais des Bandeirantes, Stade de Morumbi                                         | Avenida dos Tajurás                                                                 | Pont Cidade Jardim (Engenheiro Roberto Rossi Zuccolo)                                        | Avenida Cidade Jardim/Avenida 9 de Julho      | Itaim Bibi, Jardins, Pinheiros |
| Cidade Jardim, Morumbi                                                                                                 | Avenida Lineu de Paula Machado/R. Engenheiro Oscar Americano                        | Tunnel Presidente Jânio Quadros                                                              | Avenida Juscelino Kubitschek                  | Itaim Bibi, Ibirapuera, Avenida 23 de Maio, Centro |
| Cidade Jardim, Morumbi                                                                                                 | Avenida das Magnólias                                                               | Tunnel Sebastião Camargo                                                                     | Avenida Juscelino Kubitschek                  | Itaim Bibi, Ibirapuera, Avenida 23 de Maio, Centro, Vila Mariana, Ipiranga, Vila Prudente                                                                                         |
| | Marginal Pinheiros                                                                  | Pont Engenheiro Ary Torres                                                                   | Avenida dos Bandeirantes                      | Avenida Engenheiro Luís Carlos Berrini, Vila Olímpia, Brooklin, Aéroport de Congonhas, Jabaquara, Rodovia dos Imigrantes, Cursino, Sacomã, Rodovia Anchieta, ABC Paulista, Santos |
| | Marginal Pinheiros                                                                  | Pont Octávio Frias de OliveiraPont à haubans                                                 | Avenida Jornalista Roberto Marinho            | Brooklin, Vila Cordeiro, Campo Belo |
| Morumbi, Palácio dos Bandeirantes, Stade de Morumbi, Vila Andrade                                                      | Avenida Morumbi                                                                     | Pont Caio Pompeu de Toledo Pont do Morumbi                                                   | Avenida Morumbi                               | Brooklin |
| | Marginal Pinheiros                                                                  | Nova Pont do Morumbi                                                                         | Avenida Roque Petroni Junior                  | Brooklin, Cidade Ademar, Diadema, Rodovia dos Imigrantes, Rodovia Anchieta |
| Vila Andrade, Panamby, Burle Marx                                                                                      | Marginal Pinheiros                                                                  | Pont Vice-Presidente José Alencar Pont Laguna                                                | Rua Laguna/Marginal Pinheiros                 | Chácara Santo Antônio, Santo Amaro |
| Vila Andrade, Panamby, Burle Marx                                                                                      | Rua Itapaiúna/Marginal Pinheiros                                                    | Pont Edson de Godoy Bueno Pont Itapaiúna                                                     | Marginal Pinheiros                            | Santo Amaro, Chácara Santo Antônio |
| Capão Redondo, Campo Limpo, Jardim São Luís, Itapecerica da Serra                                                      | Estrada de Itapecerica                                                              | Pont João Dias                                                                               | Avenida João Dias                             | Santo Amaro |
| | Avenida Guido Caloi                                                                 | Pont Transamérica                                                                            | Avenida das Nações Unidas                     | Santo Amaro, Socorro, Jurubatuba |
| Jardim Ângela | Avenida Guarapiranga                                                                | Pont do Socorro                                                                              | Avenida Vitor Manzini/Avenida Washington Luís | Socorro, Santo Amaro, Campo Belo, Aeroporto de Congonhas, Centro, Zone Nord |
| Interlagos, Cidade Dutra, Autódromo José Carlos Pace, Grajaú, Parelheiros, Marsilac                                    | Avenida Interlagos                                                                  | Pont Jurubatuba                                                                              | Avenida Interlagos                            | Cidade Ademar, Santo Amaro |
| Cidade Dutra, Autódromo José Carlos Pace, Grajaú, Parelheiros, Marsilac                                                | Av. Jair Ribeiro da Silva                                                           | Pont Vitorino Goulart da Silva                                                               | Av. Jair Ribeiro da Silva                     | Campo Grande, Cidade Ademar, Pedreira |